# Star Fox Adventures
Star Fox Adventures (スターフォックスアドベンチャー Sutā Fokkusu Adobenchā?) es un videojuego de acción en tercera persona desarrollado por Rare en el 2002 para la videoconsola GameCube, fue el último juego desarrollado por Rare para esta consola. Es la secuela del juego Star Fox 64 de Nintendo 64, y el predecesor del juego Star Fox: Assault de GameCube, pertenece a la saga de juegos de Star Fox. El nombre completo del juego es Star Fox Adventures: Dinosaur Planet y también es conocido por sus siglas SFA o SFA:DP.
A diferencia del resto de juego de la serie, este juego se centra en aventuras en tercera persona en vez de usar las misiones con las Arwing, sin embargo existen unas pocas misiones de pilotaje para pasar de un lugar a otro.
Nota: Es imposible llegar al 100% del juego, la puntuación máxima es 99%. El 1% restante se consigue tras derrotar al jefe final, pero como el último punto de guardado es justo antes de la batalla, la información se pierde. Es un fallo del Juego.

## Argumento
La historia toma lugar ocho años después de la batalla entre Corneria y las fuerzas de Venom dirigidas por Andross, todo inicia en un mundo antiguo llamado Dinosaur Planet (Sauria), el cual está ubicado en el extremo opuesto a Corneria en el Sistema Lylat.
Krystal, una joven sobreviviente a la destrucción de su planeta natal, Cerinia, busca respuestas acerca de lo ocurrido con su planeta y sus padres, montada en su compañero pteranodon llamado Kyte ella llega al Palacio Krazoa luego de recibir una llamada de auxilio del planeta donde en el proceso esta pierde su báculo tras recibir una ataque de un barco Volador. Poco después de este ataque, Krystal descubre que el planeta ha sido atacado por el General Scales y su ejército de SharpClaws por lo que decide ayudar recolectando todos los Espíritus Krazoa y devolviéndolos al palacio (lo que aparentemente dejaría la guerra a favor de los dinosaurios y detendría a Scales), sin embargo, luego de rescatar al primero de éstos sería atrapada en un cristal flotante por una figura desconocida.
Mientras tanto en el espacio exterior, el equipo Star Fox conformados por: Fox McCloud, Slippy Toad y Peppy Hare recibe una nueva misión por parte del General Pepper, que les dice que algunas de las partes del planeta Sauria se han apartado de este y esto puede ser potencialmente peligroso para el planeta Corneria y todo el Sistema Lylat. En vista de que la paz volvió cuando se derrotó a Andross la última vez, el equipo Star Fox dejó de recibir recompensas y que tanto el Great Fox como los Arwings y varios de sus equipos necesitaban reparación y mantenimiento, lo cual les es difícil de cubrir en gastos por su situación económica actual y que entre mas tiempo pasan sin recibir fondos, todo su equipo tecnológico se dañaría eventualmente, ya que lo único que hacían era solamente comer pizza y refrescos (lo cual es notable por las cajas y envases vacíos en el puente de mando), sin mas tiempo que perder el equipo Star Fox accede a aceptar la misión.
Poco después, Fox llega al planeta Sauria y termina aterrizando inicialmente en Thorntail Hollow donde recuperaría el báculo que Krystal perdió cuando fue atacada por el barco volador del General Scales, Fox se encuentra posteriormente con la Reina EarthWalker quien le dice que necesita encontrar a los guardianes de las cuatro áreas que se han separado del planeta para poder acceder a ellas, de esta manera podrá viajar a estas áreas para recuperar las Spellstones (que fueron retiradas por Scales) que deben ser colocadas en los Puntos de Unión del planeta con lo que se podrá mantener el planeta unido.
En su visita a Snowhorn Wastes, Fox conoce al Príncipe Tricky y juntos liberarían al guardián de Dark Ice Mines y viajarían allí para recuperar la primera Spellstone, luego de derrotar a Boss Galdon y de conseguir la Spellstone viajaron al Volcano Force Point Temple donde Fox dejó la Spellstone. Cuando estaban saliendo del templo, Fox y Tricky escuchan la voz de Krystal pidiendo ayuda, esta última hablando en idioma Sauriano, del cual solo Tricky puede entender, aunque en un principio ambos creen que esto debió ser algo pasajero, pronto se les aparece el Espíritu Krazoa quien les informa que también tenían que atrapar a los otros espíritus y liberarlos en el Palacio Krazoa para poder salvar la vida de Krystal o de lo contrario ella morirá.
Dado que ahora tenía que salvar a Krystal antes de que sea tarde, Fox consigue el segundo Espíritu Krazoa en Moon Mountain Pass, lo lleva al palacio Krazoa con la ayuda de Warpstone, sin embargo en esta ocasión Tricky no puede acompañarlo en su estancia en el palacio, ya que según palabras del propio Warpstone, este no tiene el poder para teletransportar dinosaurios por lo cual Fox tendrá que arreglárselas solo en esta ocasión. Al llegar a la parte superior del palacio este conoce por primera vez a Krystal, quien esta atrapada en el enorme cristal y básicamente se mantiene en estado de coma, en ese momento Fox con solo verla cae rápidamente enamorado de su belleza, aunque su pequeño encuentro pronto es interrumpido por una transmisión de Peppy, quien le menciona que deje de estar holgazaneando y se apresure a completar la misión, por lo que Fox decide concentrarse nuevamente, no sin antes verla una vez más y prometerle que la rescatara pronto. Al liberar el segundo espíritu Krazoa este rápidamente es regresado a Thorntail Hollow y encuentra al siguiente guardián en Cape Claw, se trata de la Reina CloudRunner, gracias a ella, Fox obtiene el acceso a la Fortaleza CloudRunner donde se encuentra con el General Scales y tras un pequeño combate Fox es emboscado y derrotado (lo que le permite a Scales escapar), más tarde Fox aparece estando encerrado en una prisión sin el báculo de Krystal, por lo que se ve en la necesidad de salir para recuperarlo sin ser descubierto por los guardias, posteriormente Slippy lo contacta para informarle que le ha enviado un programa a su brazalete el cual le permite convertirse en uno de los guardias Sharpclaw para pasar desapercibido, donde momentos después se acerca al guardia Sharpclaw que estaba casi dormido y donde este lo confunde con su cambio de turno y se retira del lugar fácilmente, lo que le permite a Fox recuperar el báculo y continuar con su misión. Posteriormente Fox encuentra a la Reina CloudRunner encerrada en una celda, donde Fox consigue liberarla, donde esta también le informa que sus hijos están en problemas por los guardias Sharpclaw del lugar y le pide que los elimine, para luego usar una flauta especial para que estos puedan reunirse con su madre y abrir una cámara secreta donde Scales y sus guardias tienen el Spellstone. Luego de terminar esta misión, la Reina CloudRunner junto a sus hijos recién rescatados activan el mecanismo de acceso a la cámara y le desean suerte a Fox, donde finalmente encara nuevamente a Scales, pero este último le ordena a sus guardias llevarse el Spellstone del lugar, para luego Scales usar un mecanismo de su cinturón que le permite teletransportarse lejos de ahí y escapar nuevamente de Fox, forzando a este último a cazar a los guardias que tienen el Spellstone en un aerodeslizador, donde finalmente consigue vencerlos y obtener el segundo Spellstone. Terminada su misión en esta zona, la Reina CloudRunner le da las gracias a Fox por su ayuda y le desea suerte en sus futuras batallas y espera que este conflicto con el General Scales acabe pronto. Una vez que Fox regresa al planeta este deja en el Ocean Force Point Temple. 
Eventualmente Fox tendría algunos problemas con la tribu Lightfoot, quienes lo acusaron de hurtarles una reliquia, debido a esto intentaron ejecutarlo pero un CloudRunner apareció rescatándolo y haciendo que la tribu lo libere. Fox encontró el tercer Espíritu Krazoa en Lightfoot Village y lo liberó en el palacio, posteriormente viajó a Walled City donde localizó al guardián que resultó ser el padre de Tricky, es en esta ciudad donde Fox derrotó a la tribu RedEye para recuperar la tercera Spellstone, tras obtenerla, Fox la dejó en el Volcano Force Point Temple; de regreso a Snowhorn Wastes, Fox conseguiría el cuarto Espíritu Krazoa.
Fox localizó al último guardián en Thorntail Hollow y tras esto viajó a Dragon Rock, una vez allí Fox y Tricky liberaron a algunos de los prisioneros del General Scales, y tuvieron que enfrentar a un dinosaurio mutante que estaba creando Scales, tras vencerlo obtuvieron la última Spellstone y la colocaron en el Ocean Force Point Temple.
A pesar de que Fox había colocado ya las cuatro Spellstones, el planeta no se volvió a armar, Fox deduce que para esto antes debe liberar todos los Espíritus Krazoa y viaja nuevamente a Walled City donde obtiene el espíritu que le falta, luego dejaría a Tricky con sus padres y lo nombraría "miembro honorario del equipo Star Fox".
Posteriormente, Fox se dirigiría al Palacio Krazoa, allí tiene un pequeño enfrentamiento con Scales, luego de esto Fox dejaría al espíritu Krazoa con lo que Krystal sería liberada y recuperaría su báculo, ambos se percatarían que el verdadero oponente no era el General Scales sino que siempre había sido un Andross resucitado, Fox aborda su Arwing y parte para hacerle frente de nuevo al malvado asesino de su padre.
Fox combate en el espacio con Andross, luego de una difícil batalla aparece Falco Lombardi (que había abandonado el grupo) a ayudar a Fox con lo que Fox finalmente consigue vencer a Andross para siempre.
Luego de la derrota de Andross, Falco anuncia que se volverá a unir al equipo Star Fox para estar juntos otra ves, por otro lado, Krystal sube al Great Fox para agradecerle a Fox por haberla rescatado y ambos aparentemente se enamoran mutuamente por lo que finalmente Krystal decide unirse al equipo.

## Sistema de Juego
En Star Fox Adventures hay dos diferentes sistemas de juego dependiendo la situación en la que se encuentre el jugador.

### Misiones a Pie
En este juego se creó la posibilidad de manejar al personaje principal "a pie", y a diferencia de los otros juegos de la saga donde casi todo el juego se llevaba a cabo a bordo de las Arwing, en este juego las misiones a pie son lo principal.
A grandes rasgos, el modo de control del personaje es bastante similar al visto en The Legend of Zelda: Ocarina of Time para Nintendo 64 (y al igual que este juego, también cuenta con un sistema de "día y noche" solo apreciable en las misiones a pie), los controles básicos permiten moverse en cualquier dirección, atacar, saltar o efectuar una maniobra evasiva, además de contar con el uso de los diversos objetos que se van encontrando a lo largo del juego.
El personaje está equipado con un báculo que le servirá como arma de ataque y defensa.
Durante la mayoría de períodos del juego, el jugador estará acompañado por el Príncipe Tricky, el jugador puede darle cinco órdenes determinadas para ciertos períodos del juego, estas órdenes son:
- Hallar un secreto (generalmente excavando).
- Esperar (dejar de seguir a Fox cuando la situación lo requería).
- Ser llamado (Fox lo llamaba si se le perdía, o si previamente le había ordenado esperar).
- Echar fuego (Tricky podía echar fuego por la boca, derritiendo hielo o incendiando cosas).
- Jugar (Fox podía jugar con Tricky usando una pelota, si jugaba mucho con él, Tricky cambiaba de color).

### Misiones en Arwing
El manejo de la Arwing (nave de combate del equipo Star Fox) es similar al que se ha empleado en los juegos anteriores, el jugador puede volar la nave en el espacio para eliminar a los enemigos; el control de altura y dirección se lleva a cabo con el joystick del control.
En las misiones de este tipo solo hay que seguir un camino predeterminado directo hasta el final del nivel.
Las Arwing cuentan con láseres que pueden ser simples (un rayo verde), medios (dos rayos verdes) o avanzados (dos rayos azules de fuego rápido) los cuales se disparan con el botón A, debido al deterioro de su nave Fox no puede cargar disparos teledirigidos al dañarse el sistema de localización por lo tanto no hay disparos recargables, las bombas se disparan con el botón b pero no tienen la función de teledirección.
También se pueden hacer maniobras más complejas, como por ejemplo los "Barrel Roll" que consisten en girar la nave para esquivar los ataques enemigos (los cuales se realizan apretando el botón L o R).

## Modos de Juego

### Un Jugador
Es el principal (y único) modo de juego donde se desarrolla la historia, se controla a Fox quien tiene que explorar a lo largo de todo el lugar intentando juntar los pedazos de planeta que se han desprendido de este, la mayoría del juego se lleva a cabo "a pie", pero en ciertas partes se utilizará la nave Arwing.

## Personajes
Los personajes principales del juego son:

### Equipo Star Fox
Cuando se detectó el problema del planeta Sauria, el equipo Star Fox fue contratado por el General Pepper para salvar el planeta.

#### Pilotos
En este juego, el equipo Star Fox cuenta con los siguientes pilotos:
- Fox McCloud: Es el líder del equipo Star Fox, él es quien se encarga por completo de esta misión (sus compañeros solo proporcionan ayuda logística). Su apariencia es la de un zorro antropomórfico.

#### Miembros de Soporte
Existen además miembros de soporte, que aunque no ejercen las funciones de piloto completamente, colaboran activamente con el equipo:
- Slippy Toad: Es el mecánico del equipo Star Fox, durante esta misión elabora la mayoría de objetos que Fox utilizará para salvar el planeta, por ejemplo un traductor de "lenguaje dinosaurio". Su apariencia es la de un sapo antropomórfico.
- Peppy Hare: Es el consejero del equipo Star Fox, durante esta misión se encarga de proporcionarle a Fox los mapas del planeta. Su apariencia es la de un conejo antropomórfico.
- ROB 64: ROB 64 es el piloto androide del Great Fox, debido a la falta de fondos, quedó sin mantenimiento al igual que las naves del equipo, por lo que comete algunos errores al enviarle objetos a Fox.

#### Aliados
- Krystal: Aparece por primera vez en este juego, resultó atrapada en un cristal y Fox tiene que rescatarla, al final del juego es cuando recién se une al equipo Star Fox. Su apariencia es similar a la de Fox pero ella es de color azulado.
- Falco Lombardi: Es el piloto más hábil del equipo Star Fox, su actitud es arrogante como siempre, por aburrimiento dejó el equipo durante un tiempo, sin embargo retornó en el enfrentamiento entre Fox y Andross para ayudar a su amigo y anunció que volvería oficialmente. Su apariencia es la de un faisán antropomórfico.
- Príncipe Tricky: Es un joven de la tribu EarthWalker, hijo de la reina que es enviado por ella para ayudar a Fox a salvar el planeta. Al final del juego Fox lo nombra "miembro honorario" del equipo. Su apariencia es la de un styracosaurus.

Actualmente es Miembro Tricératop Honorario de la Tribu de los Tricératops Dominantes del Planeta que fue enviado para ayudar a Fox Mc Cloud a salvar al Planeta Dinosaurio.

### Villanos
- Andross: Poco después de la derrota que sufrió a manos de Star Fox cuando intentó conquistar el Sistema Lylat, Andross decidió refugiarse en el Planeta Sauria para intentar reformar su ejército, utilizó al General Scales para reunir los espíritus Krazoa que le devolverían el poder que necesitaba. Es el villano principal del juego. Se deduce que en algún momento tuvo la apariencia de un orangután antropomórfico, aunque en los juegos aparecen solo su cabeza y sus manos (ambos de tamaño gigantesco).
- General Scales: Es el líder del ejército SharpClaw y responsable de lo que está ocurriendo con Sauria. Su apariencia es la de un dinosaurio antropomórfico, tiene un garfio en vez de una de sus manos y al igual que todos los habitantes del planeta Sauria, habla en "lenguaje dinosaurio".

### Guardianes
Los gatekeepers o guardianes son cuatro individuos cuya misión es proteger determinadas áreas del planeta y pueden permitir el pase a estas.
- Garunda Te: Es el líder de la tribu SnowHorn y Guardián de Dark Ice Mines, padre de Belina Te. Su apariencia es la de un mamut.
- Reina CloudRunner: Es la reina de una de las dos tribus dominantes en el planeta, la tribu CloudRunner y además Guardián de CloudRunner Fortress. Su apariencia es la de un pteranodon.
- Rey EarthWalker: Es el líder de la tribu EarthWalker, padre de Tricky. Su apariencia es la de un styracosaurus.
- Silent Thorntail: Es el Guardián de Dragon Rock, de la tribu Thorntail, no tiene nombre definido. Su apariencia es la de un nodosaurus.

### Otros Personajes
- General Pepper: Es el comandante en jefe de las fuerzas de defensa de Corneria. Su apariencia es la de un perro de caza antropomórfico.
- Reina EarthWalker: Es la reina de una de las dos tribus dominantes en el planeta, la tribu EarthWalker, es además la madre de Tricky. Su apariencia es la de un protoceratops con una corona estilizada.
- Belina Te: Es hija de Garunda Te y miembro de la tribu SnowHorn. Su apariencia es la de un mamut.
- Gradabug: Ingeniero en jefe de Cloudrunner Fortress, es el único dinosaurio en el juego que no pertenece a ninguna tribu en especial.
- Jefe LightFoot: Es el líder de la tribu Lightfoot. Su apariencia es la de un gallimimus.
- Kyte: Es un miembro de la tribu CloudRunner y el amigo de Krystal que ella utilizaba como medio de transporte al inicio del juego, son separados por el General Scales aunque posteriormente Fox lo liberaría en Dragon Rock. Su apariencia es la de un pteranodon.
- MuscleFoot: Es el más fuerte de la tribu Lightfoot, compite con Fox en una prueba de fuerza. Su apariencia es la de un gallimimus.
- Rey RedEye: Es el líder de la tribu RedEye, junto a su tribu y con ayuda del General Scales invadieron Walled City. Su apariencia es la de un gigantesco Tyrannosaurus rex.
- Shabunga: Es el vendedor de la tienda en Thorntail Hollow. Su apariencia es la de un velociraptor antropomórfico flotante.
- Warpstone: Es una criatura hecha de roca cuya misión es trasladar individuos de un lugar a otro, vive en Thorntail Hollow.

### Tribus
Existen diversas tribus de dinosaurios habitando el planeta Sauria, cada una con costumbres y apariencia definida; las tribus que aparecen son las siguientes:
- EarthWalker: Habitantes de Walled City, son, junto a los CloudRunners (que a la postre son su tribu rival), la tribu que reina en Sauria, Tricky es un miembro de esta tribu. Su apariencia es la de ceratópsidos en general, siendo Tricky y el Rey styracosaurios, la reina una protoceratops y sus soldados triceratops.
- CloudRunner: Habitantes de CloudRunner Fortress, son, junto a los EarthWalkers (que a la postre son su tribu rival) la tribu que reina en Sauria, Kyte es un miembro de esta tribu. Su apariencia es la de pteranodones.
- ThornTail: Habitantes de ThornTail Hollow, son una tribu pacífica y amistosa de Sauria. Su apariencia es la de nodosaurus. Hay 8 miembros de esta tribu.
- SnowHorn: Habitantes de SnowHorn Wastes, fueron esclavizados por los SharpClaw quienes los obligaban a trabajar en DarkIce mines. Su apariencia es la de mamuts.
- LightFoot: Habitantes de Lightfoot Village, tienen costumbres similares a los nativos norteamericanos. Están gobernados por el Jefe LightFoot, MuscleFoot es un miembro de esta tribu. Su apariencia es la de unos gallimimus. Viven alejados del resto del planeta, separados por una enorme pared de piedra.
- Hightop: La tribu con menor población, considerada extinta, ya que solo hay dos, y ambos son machos: uno en Cape Claw y otro en Dragon Rock. Son amistosos, gentiles y tienen una afinidad por los objetos brillantes. Su apariencia es la de brontosaurus.
- RedEye: Una tribu carnívora y salvaje. Alguna vez fueron controlados por los EarthWalker, pero el General Scales los envió a Walled City donde conquistaron la ciudad. Son gobernados por el Rey RedEye quien es un espécimen mucho más grande que los otros de su especie. Su apariencia es la unos Tyrannosaurus rex. Hay 5 miembros de esta tribu incluyendo a su líder.
- SharpClaw: Habitantes de Moon Mountain Pass, es una tribu militar de dinosaurios antropomórficos gobernados por el General Scales, millones de años atrás la segunda luna de Sauria se estrella en Moon Mountain Pass (que ahora es su lugar de residencia) trayendo consigo criaturas mutantes del espacio exterior, la mutación sucesiva dio origen a la raza SharpClaw. Es la tribu más numerosa y desarrollada.
- ShadowHunter: Quizás la tribu más peligrosa del planeta y a la vez carnívora. Es la tribu más temida de Sauria. Tienen unas poderosas patas, cuello largo. El terreno que controlan es desconocido, ya que no se les menciona en diálogos o en el folleto del juego, su apariencia es la de unos Velociraptors. Solo aparecen en el "Test of Fear" (prueba del miedo).

## Vehículos
Los vehículos que aparecen en el juego son los siguientes:
- Arwing: Una Arwing es una nave de batalla, perteneciente al equipo Star Fox, el diseño de la nave tiene forma de "A", sus colores característicos son azul y blanco, debido a la falta de mantenimiento que recibió está bastante desmejorada a comparación de sus versiones anteriores.
- Great Fox: El Great Fox es la nave principal del equipo Star Fox, utilizada como base de operaciones del equipo, cuenta con dos poderosos cañones y un sistema de transferencia de larga distancia.

En determinados momentos del juego, Fox podrá montar algunos dinosaurios para utilizarlos a manera de transporte.

## Ítems

### Alimento
- Alpine Root: Raíces crocantes que resultan ser la comida favorita de los SnowHorns, a su vez son la fuente de energía de estos.
- Blue GrubTub Mushroom: Pequeños hongos que resultan ser la comida favorita de los EarthWalkers, a su vez son la fuente de energía de estos.
- Fire Weeds: Pequeñas ramas similares a los Frost Weeds pero hechas de fuego.
- Frost Weeds: Son pequeñas ramas que sirven como alimento para Garunda Te, con ellas recupera energía.
- Rock Candy: Un caramelo hecho de piedra, sirve como regalo para Warpstone.
- White GrubTub Mushroom: Similares a los Blue GrubTub Mushrooms, estos hongos tienen propiedades curativas.

### Contenedores
- BafomDad Holder/Bag: Bolsa para cargar BafomDads, tiene un límite de 10.
- Scarab Bag: Bolsas de diversos tamaños para guardar los scarabs.

### Instrumentos Musicales
- Dinosaur Horn: Es un instrumento musical que se encuentra en DarkIce Mines, sirve para llamar a los SnowHorn.
- CloudRunner Flute: Es un instrumento musical dado por la Reina Cloudrunner que sirve para llamar a sus hijos de vuelta.

### Ítems Clave
- Bomb Spore: Semillas que dan origen a plantas explosivas. Cuando una planta explosiva estalla origina nuevas Bomb spores que a su vez pueden recolectarse.
- Firefly: Pequeños insectos brillantes, sirven como carga para la Firefly Lanturn.
- Firefly Lantern: Es una linterna para alumbrar los lugares oscuros, carga hasta 31 fireflies.
- Fuel Cells: Pequeñas esferas azules cargadas de electricidad que se utilizan para dar energía a las Arwing, se necesitan para los viajes en estas.
- Hi-Def Display Device: Un par de binoculares electrónicos enviados por ROB 64.
- Maps: Disponibles en la tienda de Shabunga, son mapas de todas las ubicaciones del planeta.
- MoonSeed: Semillas que se obtienen derrotando a los enemigos subterráneos en Moon Mountain Pass.
- Scarab: La moneda oficial de Sauria, tienen diferentes colores y velocidades, los más difíciles de atrapar son aquellos que tienen mayor valor.
- SnowHorn Artifact: Una reliquia que Shabunga hurtó de un SnowHorn azul y puso a la venta en su tienda.
- Staff Energy Gem: Son gemas que restauran la energía mágica del báculo de Krystal.
- Tricky's Ball: Una pelota roja cubierta de estrellas que sirve como juguete para Tricky.

### Recuperadores de Energía
- BafomDad: Una pequeña criatura mágica, proporciona "vidas extra".
- Dumbledang Pods: Recuperan la salud de Fox.
- Pukpuk Eggs: Recuperan la salud de Fox.

### Objetos de Arwing
- Aumento de Poder: Puede aumentar el poder de los disparos del Arwing.
- Bomba Inteligente Tipo B: Una bomba con gran potencia y buen alcance.
- Shield Ring: Recupera el escudo del Arwing (puede ser plateado o dorado), es necesario atravesar por ellos para llegar del planeta dinosaurio a las partes que fueron separadas de este.

## Curiosidades

### Orígenes
- Star Fox Adventures fue inicialmente planeado para Nintendo 64 con el nombre de "Dinosaur Planet", un juego que no sería parte de la saga de Star Fox; este juego sería protagonizado por Sabre (quien posteriormente se convertiría en Fox) y Krystal, ellos estarían acompañados respectivamente por el príncipe triceratops Tricky y la princesa pteranodon Kyte, además aparecería Randorn (un gran hechicero que era padre de Sabre y padre adoptivo de Krystal) quien fue totalmente retirado de la versión final. Este juego tenía además la aparición de Switch Stone (que se transformaría luego en Warpstone) cuya misión era cambiar de personaje entre Krystal y Sabre.
- Según Shigeru Miyamoto, la decisión de transformar Dinosaur Planet en un juego de la saga de Star Fox se dio al ser tan similares los diseños de los personajes principales con el diseño de Fox McCloud; la decisión del cambio se dio cuando el juego ya se encontraba en una etapa avanzada de desarrollo. Aunque, realmente, fue para evitar que se trasladara el proyecto a la consola de Microsoft.
- Fue el último juego de Rare para Nintendo antes de que fuera adquirido por Microsoft.
- Este es el Único Título de Rare para Nintendo Gamecube.

### Otros
- Durante el juego solo se hace referencia al planeta como "Dinosaur Planet" y no es sino hasta la secuela (Star Fox: Assault) en que se le asigna el nombre de Sauria, (debido a que el nombre ya mencionado estaba registrado a nombre de Rare) previamente en Star Fox para Nintendo, Fortuna era conocido como Planeta Dinosaurio aunque no tiene nada que ver con el planeta mostrado en este juego.

- Colecciona los 8 "Cheat Tokens" y ponlos dentro del pozo en el laberinto. Aseguráte de hacerlo antes de conseguir el quinto espíritu, porque una vez guardado, posteriormente, será imposible regresar a Sauria, ya que la última parte de guardado es la batalla contra Andross.

- Cuando Fox consigue rescatar a Krystal al final del videojuego, se puede notar que Krystal le quita forzosamente el báculo a Fox, pero en los créditos se puede ver que Fox lleva consigo el mismo bastón que le había sido quitado por Krystal. Además, cuando nuevamente aparece Krystal en el Great Fox, se puede observar que no lleva su bastón. Y más fundamenta esto, ya que al final, Fox McCloud nunca baja del arwing como para recuperar el báculo.